# Ngwathe Local Municipality
Ngwathe (englisch Ngwathe Local Municipality) ist eine Lokalgemeinde im Distrikt Fezile Dabi, Provinz Freistaat in Südafrika. Der Sitz der Gemeindeverwaltung befindet sich in Parys. Joey Mochela ist die Bürgermeisterin.
Der Gemeindename ist das Sesothowort für den Renoster River, der durch die Gemeinde fließt.

## Städte und Orte
- Edenville
- Heilbron
- Kwakwatsi
- Mokwallo
- Parys
- Phiritona
- Tumahole
- Vredefort

## Bevölkerung
Im Jahr 2011 hatte die Gemeinde 120.520 Einwohner in 37.102 Haushalten auf einer Gesamtfläche von 7055,01 km². Davon waren 86,5 % schwarz, 10,3 % weiß und 2,6 % Coloured. Die Einwohnerzahl verringerte sich bis 2016 auf 118.907 Personen. Erstsprache war zu 67,8 % Sesotho, zu 13,2 % Afrikaans, zu 8,4 % isiXhosa, zu 3,4 % isiZulu, zu 1,9 % Englisch und zu 1 % Setswana.

## Sehenswürdigkeiten
- Vredefort-Krater, einer der größten Meteoriteneinschlagkrater der Erde.